# Mycosphaerella linnaeae
Mycosphaerella linnaeae är en svampart som tillhör divisionen sporsäcksvampar, och som beskrevs av Margaret E. Barr. Mycosphaerella linnaeae ingår i släktet Mycosphaerella, och familjen Mycosphaerellaceae. Arten är reproducerande i Sverige.